# RIM-55 Typhon MR
Бендикс RIM-55 Тифон MR (англ. Bendix RIM-55 Typhon Medium Range, первоначально обозначалась SAM-N-9) — американский зенитно-ракетный комплекс, класса «корабль — воздух» средней дальности. Разрабатывался с 1958 года американской компанией «Бендикс» по заказу ВМС США как часть боевой системы «Тифон». Целью работ было создание многоканального зенитного комплекса, в состав которого входили РЛС AN/SPG-59 с фазированной антенной решёткой, мейнфреймы, а также пусковые установки для зенитных ракет большой и средней дальности. RIM-50 Typhon MR должен был заменить ЗРК средней дальности RIM-24 Tartar и RIM-2 Terrier.
Разработка Typhon MR так и не вышла из «бумажной» стадии. В конструкции ракеты предполагалось использовать модификацию планера ЗУР RIM-24 Tartar, однако, по имеющимся данным, ни одного экземпляра ЗУР Typhon MR так и не было изготовлено. Максимальная наклонная дальность действия ракеты достигала 46 км при высоте цели 15 км, а минимальная эффективная дальность и высота были 2,7 км и 15 м, соответственно.
В процессе испытаний ЗРК большой дальности RIM-50 Typhon LR выявилось большое количество технических проблем, что в сочетании в очень высокой стоимостью системы привело к закрытию программы в декабре 1963 года. Вместо этого американский флот предпочёл развивать ЗУР семейства «Стандарт».

## Тактико-технические характеристики
- Масса: 770 кг
- Длина: 4,72 м
- Диаметр ракеты: 0,34 м
- Размах крыла: 0,61 м
- Скорость полёта: 4 М
- Максимальная дальность: 75 км
- Досягаемость по высоте: 27,4 км
- Боевая часть: осколочно-фугасная, 68 кг